# Kamionka (Katowice)
Kamionka – nieistniejąca kolonia robotnicza w Katowicach, która była położona na pograniczu Śródmieścia i Brynowa części wschodniej-Osiedla Zgrzebnioka, w rejonie obecnej ulicy Mikołowskiej. 
Powstała w połowie XIX wieku dla pracowników uruchomionej w 1823 roku huty cynku „Henriette” („Henrietta”). Znajdował się ona przy ulicy Mikołowskiej, lecz dokładna lokalizacja kolonii jest różnie podawana: według Lecha Szarańca była ona położona w rejonie dzisiejszej ulicy Pięknej, a według Michała Bulsy bliżej centrum Katowic, na odcinku od skrzyżowania z ulicą J. Poniatowskiego do węzła autostradowego Mikołowska.
Kamionka składała się z ośmiu familoków pozbawionych dostępu do wodociągu i kanalizacji, w których mieszkało po kilka rodzin. 
W podobnym czasie w pobliżu została wzniesiona kolonia robotnicza Dwunastu Apostołów. Huta „Henriette” działała do 1870 roku, kiedy to z uwagi na przestarzałość technologiczną zakładu zdecydowano o wygaszeniu pieców destylacyjnych. Około 1912 roku w rejonie Kamionki powstała kolonia domków willowych dla urzędników kopalni „Oheim” (od 1922 roku „Wujek”), które zostały włączone do Katowickiej Hałdy, będącej częścią gminy Brynów, a samo określenie Kamionka było używane do początku XX wieku. Dnia 15 października 1924 roku rejon dawnej kolonii wraz z całym Brynowem został włączony do Katowic. Dawny budynek cechowni huty „Henrietta” przetrwał do lat 70. XX wieku.